# David Limberský
David Limberský (sinh ngày 6 tháng 10 năm 1983) là một cầu thủ bóng đá chuyên nghiệp người Séc thi đấu cho câu lạc bộ FC Viktoria Plzeň của Séc. Anh từng chơi bóng cho Modena, Tottenham Hotspur và AC Sparta Prague. Anh còn là tuyển thủ của đội tuyển bóng đá quốc gia Cộng hòa Séc.

## Sự nghiệp cấp câu lạc bộ
Sinh ra tại Plzeň, Limberský chơi bóng cho câu lạc bộ quê nhà Viktoria Plzeň và dành thời gian chơi cho Modena của Ý dưới dạng cho mượn vào mùa 2003–04. Anh đầu quân cho câu lạc bộ Tottenham Hotspur của Anh vào tháng 12 năm 2004 dưới dạng cho mượn 6 tháng. Sau khi ký với Tottenham, Limberský được đem so sánh với huyền thoại đồng hương Pavel Nedvěd bởi huấn luyện viên của Spurs là ông Martin Jol. Mặc dù vậy, Limberský không chơi được bất cứ trận nào cho Tottenham trong quãng thời gian anh chơi bóng tại Anh.
Limberský từng có mặt trong trận chung kết Cúp bóng đá Séc 2009–10 trong chiến thắng 2–1 trước Jablonec.
Anh cũng chơi trận Siêu cúp Séc lần đầu tiên chạm trán Sparta Prague vào năm 2010. Anh đá chính ở vị trí hậu vệ trái và thi đầu hết cả trận giúp Sparta thắng 1–0 và giành danh hiệu.
Tại vòng 3 của UEFA Europa League 2010–11, Limberský ghi một bàn thắng đáng nhớ từ ngoài vòng cấm ở lượt trận đầu tiên gặp Besiktas ở phút thứ 28. Plzen sau đó để thua 4–1 chung cuộc dù hòa 1–1 ở lượt đi.
Limberský thi đấu tất cả các trận của Plzeň tại UEFA Champions League 2011–12. Ở vòng bảng của Europa League mùa giải kế tiếp, anh bị Diego Costa của đội bạn húc vào đầu, làm cho tiền đạo của Atlético Madrid phải nhận án phạt treo giò 4 trận từ UEFA.

## Sự nghiệp cấp đội tuyển
Limberský từng đại diện cho Cộng hòa Séc thi đấu tại Giải vô địch bóng đá trẻ thế giới 2003. Anh ghi tất cả bàn thắng của Cộng hòa Séc lần lượt vào lưới tuyển Úc và tuyển Brazil.
Ngày 5 tháng 6 năm 2009, ở tuổi 25, Limberský có trận ra mắt đội tuyển bóng đá quốc gia Cộng hòa Séc trong chiến thắng 1–0 trước Malta trong một trận đấu giao hữu.
Anh cũng được lựa chọn vào thành phần tuyển Cộng hòa Séc dự giải Kirin Cup 2011. Tuy nhiên Limberský không chơi bất cứ trận nào của giải này.

## Thống kê sự nghiệp

### Câu lạc bộ
Tính đến 7 tháng 3 năm 2020
| Câu lạc bộ               | Mùa                | Giải               | Giải    | Giải      | Cúp     | Cúp       | Liên lục địa | Liên lục địa | Khác    | Khác      | Tổng cộng | Tổng cộng |
| Câu lạc bộ               | Mùa                | Hạng đấu           | Số trận | Bàn thắng | Số trận | Bàn thắng | Số trận      | Bàn thắng    | Số trận | Bàn thắng | Số trận   | Bàn thắng |
| ------------------------ | ------------------ | ------------------ | ------- | --------- | ------- | --------- | ------------ | ------------ | ------- | --------- | --------- | --------- |
| Viktoria Plzeň           | 2003–04            | Fortuna liga       | 12      | 0         | —       | —         | —            | —            | —       | —         | 12        | 0         |
| Viktoria Plzeň           | 2005–06            | Fortuna liga       | 23      | 3         | 0       | 0         | —            | —            | —       | —         | 23        | 3         |
| Viktoria Plzeň           | 2006–07            | Fortuna liga       | 21      | 4         | 0       | 0         | —            | —            | —       | —         | 21        | 4         |
| Viktoria Plzeň           | Tổng cộng          | Tổng cộng          | 56      | 7         | 0       | 0         | —            | —            | —       | —         | 56        | 7         |
| Modena (mượn)            | 2003–04            | Serie A            | 4       | 0         | —       | —         | —            | —            | —       | —         | 4         | 0         |
| Tottenham Hotspur (mượn) | 2004–05            | Premier League     | 0       | 0         | 0       | 0         | —            | —            | 0       | 0         | 0         | 0         |
| Sparta Prague            | 2007–08            | Fortuna liga       | 12      | 0         | 0       | 0         | 6            | 0            | —       | —         | 18        | 0         |
| Viktoria Plzeň           | 2008–09            | Fortuna liga       | 27      | 3         | 0       | 0         | —            | —            | —       | —         | 27        | 3         |
| Viktoria Plzeň           | 2009–10            | Fortuna liga       | 26      | 1         | 1       | 0         | —            | —            | —       | —         | 27        | 1         |
| Viktoria Plzeň           | 2010–11            | Fortuna liga       | 29      | 2         | 0       | 0         | 2            | 1            | 1       | 0         | 32        | 3         |
| Viktoria Plzeň           | 2011–12            | Fortuna liga       | 29      | 1         | 0       | 0         | 13           | 0            | 1       | 0         | 43        | 1         |
| Viktoria Plzeň           | 2012–13            | Fortuna liga       | 28      | 0         | 2       | 0         | 15           | 0            | —       | —         | 45        | 0         |
| Viktoria Plzeň           | 2013–14            | Fortuna liga       | 27      | 1         | 6       | 0         | 12           | 0            | 0       | 0         | 45        | 1         |
| Viktoria Plzeň           | 2014–15            | Fortuna liga       | 26      | 2         | 3       | 0         | 2            | 0            | 1       | 0         | 32        | 2         |
| Viktoria Plzeň           | 2015–16            | Fortuna liga       | 27      | 2         | 3       | 0         | 10           | 0            | 1       | 0         | 41        | 2         |
| Viktoria Plzeň           | 2016–17            | Fortuna liga       | 24      | 0         | 0       | 0         | 9            | 0            | —       | —         | 33        | 0         |
| Viktoria Plzeň           | 2017–18            | Fortuna liga       | 20      | 1         | 0       | 0         | 10           | 0            | —       | —         | 30        | 1         |
| Viktoria Plzeň           | 2018–19            | Fortuna liga       | 32      | 0         | 0       | 0         | 7            | 0            | —       | —         | 39        | 0         |
| Viktoria Plzeň           | 2019–20            | Fortuna liga       | 15      | 1         | 2       | 0         | 2            | 0            | —       | —         | 19        | 1         |
| Viktoria Plzeň           | Tổng cộng          | Tổng cộng          | 310     | 14        | 17      | 0         | 82           | 1            | 4       | 0         | 413       | 15        |
| Tổng kết sự nghiệp       | Tổng kết sự nghiệp | Tổng kết sự nghiệp | 382     | 21        | 17      | 0         | 88           | 1            | 4       | 0         | 491       | 22        |

### Bàn thắng cho đội tuyển
Tỉ số và bàn thắng liệt kê của Cộng hòa Séc trước.
| #  | Ngày               | Nơi tổ chức                       | Đối thủ | Tỉ số | Kết quả | Giải đấu                                    |
| -- | ------------------ | --------------------------------- | ------- | ----- | ------- | ------------------------------------------- |
| 1. | 6 tháng 9 năm 2015 | Sân vận động Skonto, Riga, Latvia | Latvia  | 1–0   | 2–1     | Vòng loại giải vô địch bóng đá châu Âu 2016 |

## Danh hiệu

### Câu lạc bộ
Viktoria Plzeň
- Vô địch quốc gia Séc: 2010–11, 2012–13, 2014–15
- Czech 2. Liga: 2002–03
- Cúp bóng đá Séc: 2009-10
- Siêu cúp Séc: 2011